# جاناتان استارک
جاناتان استارک (انگلیسی: Jonathan Stark؛ زادهٔ ۲۳ مهٔ ۱۹۹۵) بازیکن بسکتبال اهل ایالات متحده آمریکا است.